# Rino Zampilli
Rino Zampilli (Venafro, 7 maart 1984) is een Italiaans wielrenner die anno 2016 rijdt voor Team Roth.

## Overwinningen
2004
Milaan-Busseto
2009
2e en 4e etappe Ronde van Roemenië
2e etappe Ronde van Szeklerland

## Ploegen
- 2006 –  Naturino-Sapore di Mare
- 2007 –  Aurum Hotels
- 2008 –  Katay Cycling Team
- 2010 –  Hemus 1896-Vivelo
- 2015 –  Amore & Vita-Selle SMP
- 2016 –  Team Roth

Ahmed Metin · Balinski · Denev · Djankov · Gerganov · Jovtsjev · Koev · Mintsjev Jordanov · Petrov · Sjoemanov · Tsjanliev Kirilov · Zampilli
Baillifard · Baldo · Belda · Brüngger · Bussard · Cecchin · D'Urbano · Gaday · Janorschke · Jaun · Kohler · Krizek · Marguet · Page · Pasche · Pasqualon · Pires · Stüssi · Thalmann · Toffali · Tomio · Vaccher · Zampilli · Zordan